# Alternativa de una presa (hidráulica)
Existe una variedad de alternativas, para el diseño y manejo de los proyectos de las presas hidráulicas, con el objetivo de reducir los impactos ambientales no deseados, que deben ser analizados técnicamente, económicamente y ambientalmente. Entre otras, pueden ser consideradas las siguientes:
- se puede evitar o diferir la necesidad de construir la represa, reduciendo la demanda de agua o energía, aplicando medidas de conservación, mejorando la eficiencia, substituyendo los combustibles o restringiendo el crecimiento regional;
- es posible evitar la necesidad de construir una represa, cuyo propósito principal sea el riego, ampliando o intensificando la agricultura de los terrenos aluviales del río, o fuera de la cuenca hidrográfica;
- se puede investigar la posibilidad de ubicar el proyecto es un río que ya tenga una represa, diversificando sus funciones;
- se debe ubicar la represa propuesta, de tal manera que se reduzcan al mínimo los impactos negativos y sociales;
- es posible ajustar la altura de la represa, el área inundada, el diseño y los procedimientos de operación, para reducir los impactos ambientales negativos; e,
- instalar varias represas pequeñas en vez de una grande;
- alternativa "0" (alternativa cero) es decir no ejecutar el proyecto.

Para el caso en que la presa hidráulica tenga como único fin la generación de energía eléctrica, pueden considerarse además los siguientes proyectos alternativos, como:
- una central termoeléctrica convencional (carbón, petróleo, gas natural, madera)
- una central termoeléctrica nuclear
- una central eólica
- una central fotovoltaica
- una central mareomotriz
- emprender una campaña masiva de autocontrol de consumo de energía eléctrica.

Para el caso que la presa hidráulica tenga como único uso el riego, se pueden analizar las siguientes posibilidades:
- incrementar los cultivos de sequero, es decir sin riego;
- mejorar la eficiencia de la distribución del agua de riego;
- buscar otras fuentes de agua, como por ejemplo el agua subterránea;
- importar alimentos en lugar de producirlos localmente.

Para el caso que la presa hidráulica tenga como único fin el control de inundaciones, se pueden analizar las siguientes alternativas:
- implementar diques de defensa ribereña;
- implementar medidas no estructurales pasa proteger a la población contra las inundaciones.